# Constantin Fahlberg
Constantin Fahlberg (født 22. december 1850 i Tambov, Rusland, død 15. august 1910 i Nassau, Tyskland) var en kemiker, der opdagede den søde smag af anhydroorthosulfaminbenzosyre, da han gennemførte analyser af kemiske forbindelser i stenkulstjære for professor Ira Remsen (1846 – 1927) på Johns Hopkins University 1877-78. Senere gav Fahlberg denne kemiske "krop" handelsnavnet Sakkarin.